# Шуани, або Бретань у 1799 році
«Шуани, або Бретань в 1799 році» (фр. Les Chouans ou la Bretagne en 1799) — історичний роман французького письменника Оноре де Бальзака, написаний в 1829 році. Перший твір, опублікований Бальзаком не під псевдонімом, а під власним ім'ям. Частина романного циклу «Людська комедія».

## Сюжет
Дія роману відбувається під час Французької революції наприкінці 1799 року. В основі роману лежить один з епізодів боротьби республіканських військ із шуанами, на чолі яких стояли аристократи — прихильники короля та католицькі священики.
На початку роману на республіканського командувача Юло нападають сили шуанів, які завербували на свій бік десятки новоприбулих солдатів. Аристократка Марі де Верней отримує завдання від Жозефа Фуше підкорити і захопити лідера роялістів, маркіза де Монторана, також відомого як «Ле Гарс». Їй допомагає детектив на ім'я Корентен.
Врешті Марі закохується у лідера ролістів. Наперекір Корентену та шуанам, які її ненавидять, вона розробляє план, як вийти заміж за лідера шуанів. Обдурена Корентеном, який повірив, що Монторан кохає її смертельного ворога, мадам дю Гуа, Марі наказує Юло знищити повстанців. Вона надто пізно усвідомлює свою помилку і безуспішно намагається врятувати чоловіка на наступний день після їхнього весілля.

## Стиль
Вплив Вальтера Скотта відчувається в усьому романі. Розлогі описи сільської місцевості постійно перериваються відступами, що пояснюють історію Бретані та її мешканців. Пасторальний пейзаж інтегрований у сюжет, зокрема, партизанська боротьба шуанів. У поєднанні особистості з оточенням Бальзак також демонструє вплив Джеймса Фенімора Купера, чий «Останній з могікан» справив на французького письменника велике враження. Подібно до могікан з роману Купера, шуани вміло використовують навколишнє середовище, виходячи з лісу багатьма способами.
Окремі критики стверджують, що Бальзак перевершив Скотта в деяких аспектах. У своєму вступі до видання 1901 року поет і критик Джордж Сейнтсбері пише, що персонаж Монторан «не має нічого спільного з пласкими образами, які нерідко характеризують молодих позитивних героїв сера Вальтера». Висуваючи на перший план роман між Монтораном і Марі, Бальзак вказує на пристрасть як на центральну тему історії. Як він пише у передмові до «Людської комедії» 1842 року «[L]a passion est toute l'humanité. Sans elle religion, l'histoire, le roman, l'art seraient inutiles.» («[П]ристрасть — це все людство. Без неї релігія, історія, література та мистецтво були б марними»).
Через розлогі розмови, заплутані описи та довгі відступи деякі критики вважають книгу «важкою». У пізніших виданнях розриви розділів були вилучені (хоча в деяких версіях вони відновлені), твір складається з трьох частин, остання з яких займає майже половину роману. Читацьке сприйняття роману ускладнюється відсутністю ясності в деяких моментах; мотиви деяких персонажів залишаються незрозумілими навіть наприкінці, а хаотичну послідовність подій важко відстежити.

## Головні герої

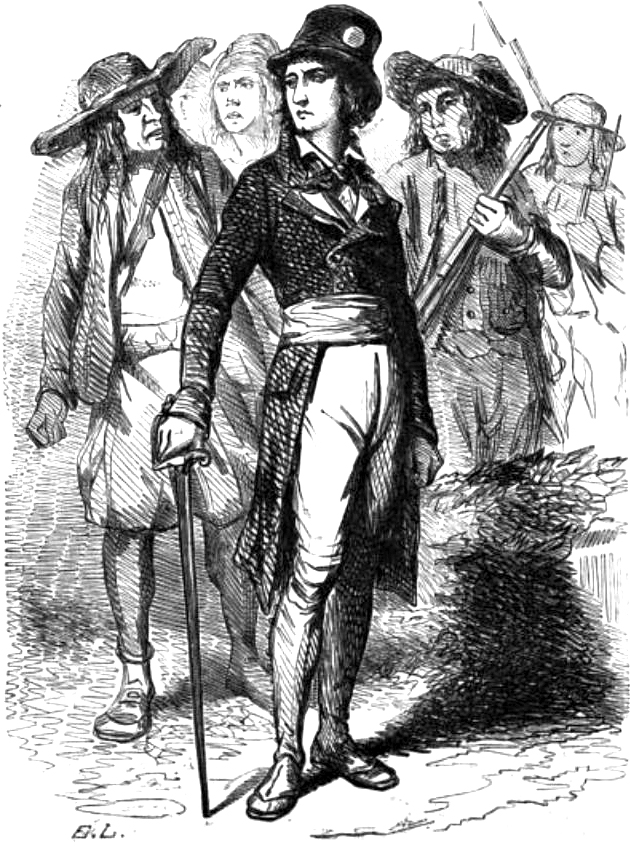
Маркіз де Монторан. Ілюстрація Ежена Лампсоніуса

- Юло — командир напівбригади
- Марі де Верней — занепала жінка
- Плазуй-по-Землі (П'єр Леруа) — лютий шуан
- Корантен — поліцейський детектив
- мадам дю Ґа
- маркіз де Монторан

## Зв'язок з іншими творами
Корантен є персонажем романів «Розкоші і злидні куртизанок» та «Темна справа», а Юло — у «Кузині Бетті».

## Кінематограф
- У 1947 році режисер Анрі Калеф зняв за мотивами книги Бальзака однойменний фільм « Шуани» (інша назва «Посланці короля») з Жаном Маре у головній ролі.

## Переклади українською
Роман «Шуани» вперше був опублікований в українському перекладі Тамари Воронович в 1976 році у видавництві «Дніпро». Роман неодноразово перевидавався, зокрема у 10-томному зібранні творів Бальзака.
Інші видання:
- Бальзак, Оноре де (1976). Дмитро Паламарчук (ред.). Шуани, або Бретань 1799 року. Батько Горіо. Вершини світового письменства (українська) . Переклад: Тамара Воронович, Єлизавета Старинкевич. Передмова Вадима Пащенка. Київ: Дніпро.

- Бальзак, Оноре де (1982). Шуани, або Бретань 1799 року. Батько Горіо (українська) . Переклад: Тамара Воронович, Єлизавета Старинкевич. Київ: Вища школа.

- Бальзак, Оноре де (1983). Шуани, або Бретань 1799 року. Батько Горіо (українська) . Переклад: Тамара Воронович, Єлизавета Старинкевич. Київ: Вища школа.

- Бальзак, Оноре де (1989). Шуани, або Бретань 1799 року. У Дмитро Паламарчук (ред.). Твори в десяти томах. Том 1 (українська) . Переклад: Тамара Воронович. Київ: Дніпро.

- Бальзак, Оноре де (2012). Шуани, або Бретань 1799 року (EPUB). Чтиво (українська) . Переклад: Тамара Воронович. Процитовано 1 травня 2025.